# Needles (Kalifornia)
Needles – miasto położone na lewym brzegu rzeki Kolorado we wschodniej części hrabstwa San Bernardino, w stanie Kalifornia w Stanach Zjednoczonych. Liczba ludności 4,830 (2000).
Miasto położone jest przy transkontynentalnej linii kolejowej. Przebiega przez nie także Route 66.
- oficjalna strona miasta